# Eaton (Oxfordshire)
Eaton – przysiółek w Anglii, w Oxfordshire. Leży 7,2 km od miasta Oksfordu i 90,6 km od Londynu. W latach 1870–1872 miejscowość liczyła 106 mieszkańców. Eaton jest wspomniana w Domesday Book (1086) jako Ed/Eltune.